# Spirobolus falkensteinii
Spirobolus falkensteinii är en mångfotingart som beskrevs av Karsch 1879. Spirobolus falkensteinii ingår i släktet Spirobolus och familjen Spirobolidae. Inga underarter finns listade i Catalogue of Life.